# 维勒瑟讷
维勒瑟讷（法語：Villeseneux，法語發音：[vilsənø]），又称维勒斯讷，是法国马恩省的一个市镇，属于香槟沙隆区。

## 地理
维勒瑟讷（48°50'29"N, 4°8'46"E）面积25.86 平方千米，位于法国大東部大區马恩省，该省份为法国东北部内陆省份，北起阿登省，西北接埃纳省，西南接塞纳-马恩省，南至奥布省，东南接上马恩省，东临默兹省。
与维勒瑟讷接壤的市镇（或旧市镇、城区）包括：克拉芒日、热尔米农、苏德龙、特雷孔。
维勒瑟讷的时区为UTC+01:00、UTC+02:00（夏令时）。

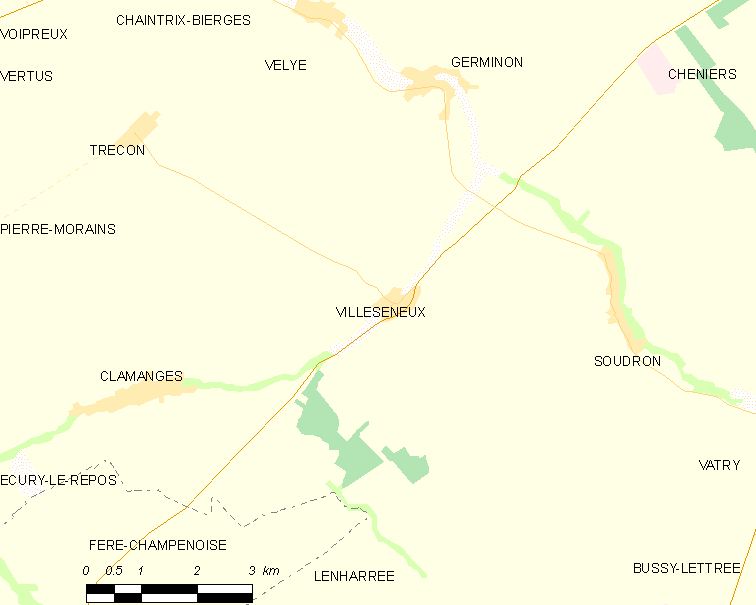
维勒瑟讷的OSM定位图

## 行政
维勒瑟讷的邮政编码为51130，INSEE市镇编码为51638。

## 政治
维勒瑟讷所属的省级选区为韦尔蒂-香槟平原县。

## 人口

1962-2008年间维勒瑟讷人口变化图示

维勒瑟讷于2022年1月1日时的人口数量为201人。